# Harry Giles
Harry Lee Giles III (Winston-Salem, Carolina del Norte, 22 de abril de 1998) es un baloncestista estadounidense que pertenece a la plantilla de los Shanxi Loongs de la CBA china. Con 2,08 metros de estatura, juega en la posición de ala-pívot.

## Trayectoria deportiva

### Primeros años
Jugó sus primeros tres años de secundaria en la Wesleyan Christian Academy de High Point (Carolina del Norte), pero su último año decidió hacerlo en la Oak Hill Academy de Virginia. Desafortunadamente, una grave lesión en el ligamento cruzado anterior le dejó fuera de las pistas toda la temporada, perdiéndose tanto el Jordan Brand Classic como el Nike Hoop Summit para los que había sido seleccionado.

### Universidad
En noviembre de 2015 anunció que cursaría sus estudios universitarios en la Universidad de Duke y jugaría baloncesto con los Blue Devils. Jugó una única temporada, en la que promedió 3,9 puntos y 3,8 rebotes por partido.
Al término de su temporada freshman, se declaró elegible para el Draft de la NBA, renunciando a los tres años de universidad que le faltaban.

#### Estadísticas
| Año     | Equipo | PJ | PT | MPP  | %TC  | %3P  | %TL  | RPP | APP | ROB | TPP | PPP |
| ------- | ------ | -- | -- | ---- | ---- | ---- | ---- | --- | --- | --- | --- | --- |
| 2016–17 | Duke   | 26 | 6  | 11.5 | .577 | .000 | .500 | 3.9 | .4  | .4  | .7  | 3.9 |

### Profesional
Fue elegido en la vigésima posición del Draft de la NBA de 2017 por los Portland Trail Blazers, pero sus derechos fueron traspasados a los Sacramento Kings junto con los de Justin Jackson a cambio de la elección número 10, Zach Collins.
Después de dos años en Sacramento, el 22 de noviembre de 2020, ficha por Portland Trail Blazers.
El 7 de septiembre de 2021, firma un contrato no garantizado con Los Angeles Clippers. Tras ser cortado, firmó como jugador afiliado con los Agua Caliente Clippers de la G League. En enero de 2022, Agua Caliente cortó a Giles después de que sufriera una lesión de los ligamentos de la rodilla.
Regresa a la NBA el 6 de septiembre de 2023, firmando un contrato por un año con Brooklyn Nets, pero fue cortado el 8 de febrero de 2024, tras 16 encuentros.
El 2 de marzo de 2024, firma un contrato dual con Los Angeles Lakers.
El 8 de septiembre de 2024 firmó con los Charlotte Hornets, pero fue despedido el 18 de octubre. El 13 de noviembre firmó con los Shanxi Loongs de la CBA china.

## Estadísticas de su carrera en la NBA

### Temporada regular
| Año     | Equipo      | PJ  | PT | MPP  | %TC  | %3P  | %TL  | RPP | APP | ROB | TPP | PPP |
| ------- | ----------- | --- | -- | ---- | ---- | ---- | ---- | --- | --- | --- | --- | --- |
| 2018-19 | Sacramento  | 58  | 0  | 14.1 | .503 | .000 | .637 | 3.8 | 1.5 | .5  | .4  | 7.0 |
| 2019-20 | Sacramento  | 46  | 17 | 14.5 | .554 | .000 | .776 | 4.1 | 1.3 | .5  | .4  | 6.9 |
| 2020-21 | Portland    | 38  | 0  | 9.2  | .433 | .348 | .593 | 3.5 | .8  | .2  | .3  | 2.8 |
| 2023-24 | Brooklyn    | 16  | 0  | 5.1  | .500 | .273 | .538 | 1.6 | .4  | .1  | .2  | 3.4 |
| 2023-24 | Los Angeles | 7   | 0  | 2.7  | .167 | .000 | —    | .6  | .0  | .1  | .0  | .3  |
| Total   | Total       | 165 | 17 | 11.7 | .508 | .244 | .661 | 3.5 | 1.1 | .4  | .3  | 5.4 |

### Playoffs
| Año   | Equipo   | PJ | PT | MPP | %TC  | %3P | %TL | RPP | APP | ROB | TPP | PPP |
| ----- | -------- | -- | -- | --- | ---- | --- | --- | --- | --- | --- | --- | --- |
| 2021  | Portland | 1  | 0  | 4.0 | .000 | —   | —   | 3.0 | .0  | .0  | .0  | .0  |
| Total | Total    | 1  | 0  | 4.0 | .000 | —   | —   | 3.0 | .0  | .0  | .0  | .0  |

## Vida personal
Harry es hijo de Harry y Melissa Giles, y tiene un hermano y tres hermanas. Su padre, jugó al fútbol americano y al baloncesto universitario en Winston-Salem State University.
Giles es muy buen amigo del también jugador profesional Jayson Tatum.